# لیگ دسته دوم فوتبال ایران ۰۴-۱۴۰۳
لیگ دسته دوم فوتبال ایران ۰۴–۱۴۰۳ بیست و چهارمین دوره لیگ دسته دوم فوتبال ایران بود.که در این دوره ۲۸ تیم در ۲ گروه ۱۴ تیمی (۲۱ تیم از فصل۰۳–۱۴۰۲ لیگ دو و ۳ تیم سقوط کرده از فصل ۰۳–۱۴۰۲ لیگ آزادگان و ۴ تیم صعود کرده از فصل ۰۳–۱۴۰۲ لیگ دسته سوم) با هم رقابت کردند.

## تیم‌ها
فهرست زیر شامل تیم‌های حاضر در فصل ۰۴–۱۴۰۳ می‌باشد.
| |  | |
| گروه اول: - شهرداری ماهشهر - شاهین بندرعامری - بهمن جوان تهران - چوکا تالش - فولاد هرمزگان - شناورسازی قشم - شهدای بابلسر - پادیاب خلخال - فولاد نوین خوزستان - نود ارومیه - آکادمی کیا تهران - یاسا تهران - عقاب تهران - سپاهان نوین اصفهان |  | گروه دوم: - فردوس‌ثامن مشهد - دریای کاسپین بابل - ایرانجوان بوشهر - نیکا پارس چالوس - شهرداری بندرعباس - سپیدرود رشت - پاس همدان - آریان همدان - شهید قندی یزد - فرد البرز - استقلال زیدون - سرخپوشان اطلس طلایی - شاهین تهران - پاسارگاد تهران |

## ورزشگاه‌ها
| تیم               | شهر      | ورزشگاه                 | ظرفیت |
| ----------------- | -------- | ----------------------- | ----- |
| عقاب تهران        | تهران    | شهدای دوشان تپه         | ۵۰۰۰  |
| اسپاد تهران       | تهران    | شهید کشوری تهران        | ۱۵۰۰۰ |
| کیا تهران         | تهران    | بعثت تهران              | ۳۰۰۰  |
| بهمن تهران        | تهران    | مرغوبکار تهران          | ۱۲۰۰۰ |
| یاسا تهران        | تهران    | شباهنگ شهریار           | ۱۲۰۰۰ |
| امید تهران        | تهران    | مرغوبکار تهران          | ۱۲۰۰۰ |
| فرد البرز         | کرج      | انقلاب کرج              | ۱۵۰۰۰ |
| پاس همدان         | همدان    | شهید حاجی بابایی همدان  | ۱۰۰۰۰ |
| آریان ملایر       | ملایر    | روحیان ملایر            | ۱۵۰۰۰ |
| سپیدرود رشت       | رشت      | عضدی رشت                | ۱۵۰۰۰ |
| چوکا تالش         | تالش     | پوریای ولی تالش         | ۱۰۰۰۰ |
| نیکاپارس چالوس    | چالوس    | شهدای چالوس             | ۵۰۰۰  |
| دریای کاسپین بابل | بابل     | هفتم تیر بابل           | ۱۰۰۰۰ |
| شهدای بابلسر      | بابلسر   | شهدای بابلسر            | ۱۵۰۰۰ |
| نود ارومیه        | ارومیه   | شهید باکری ارومیه       | ۱۵۰۰۰ |
| پادیاب اردبیل     | اردبیل   | تختی اردبیل             | ۶۰۰۰  |
| فردوسی مشهد       | مشهد     | ورزشگاه تختی مشهد       | ۱۵۰۰۰ |
| قندی یزد          | یزد      | شهید نصیری یزد          | ۱۵۰۰۰ |
| شهرداری ماهشهر    | ماهشهر   | شهدای ماهشهر            | ۱۵۰۰۰ |
| فولاد نوین اهواز  | اهواز    | ورزشگاه ۵۰۰۰ نفری فولاد | ۵۰۰۰  |
| ایرانجوان بوشهر   | بوشهر    | شهید مهدوی بوشهر        | ۱۵۰۰۰ |
| شاهین بندرعامری   | بوشهر    | شهید بهشتی بوشهر        | ۵۰۰۰  |
| فولاد هرمزگان     | بندرعباس | تختی بندرعباس           | ۱۰۰۰۰ |
| شهرداری بندر عباس | بندرعباس | خلیج فارس بندرعباس      | ۱۰۰۰۰ |
| شناورسازی قشم     | قشم      | شناورسازی قشم           | ۱۰۰۰۰ |

## جدول لیگ

### گروه اول
تا پایان هفته بیست و ششم

| رتبه | تیم                | بازی | برد | مساوی | باخت | گل زده | گل خورده | گل تفاضل | امتیاز | صعود یا سقوط                       |
| ---- | ------------------ | ---- | --- | ----- | ---- | ------ | -------- | -------- | ------ | ---------------------------------- |
| ۱    | شناورسازی قشم      | ۲۶   | ۱۷  | ۴     | ۵    | ۳۷     | ۲۰       | ۱۷+      | ۵۵     | لیگ آزادگان ۰۵–۱۴۰۴ و مسابقه فینال |
| ۲    | نود ارومیه         | ۲۶   | ۱۶  | ۵     | ۵    | ۳۲     | ۱۸       | ۱۴+      | ۵۳     | مسابقه پلی آف                      |
| ۳    | فولاد هرمزگان      | ۲۶   | ۱۱  | ۱۲    | ۳    | ۳۴     | ۱۶       | ۱۸+      | ۴۵     |                                    |
| ۴    | شاهین بندرعامری    | ۲۶   | ۱۲  | ۹     | ۵    | ۲۹     | ۱۵       | ۱۴+      | ۴۵     |                                    |
| ۵    | شهرداری ماهشهر     | ۲۶   | ۱۰  | ۹     | ۷    | ۲۸     | ۲۸       | ۰        | ۳۹     |                                    |
| ۶    | چوکا تالش          | ۲۶   | ۹   | ۹     | ۸    | ۲۴     | ۲۷       | ۳−       | ۳۶     |                                    |
| ۷    | آکادمی کیا تهران   | ۲۶   | ۷   | ۹     | ۱۰   | ۲۷     | ۲۷       | ۰        | ۳۰     |                                    |
| ۸    | یاسا تهران         | ۲۶   | ۷   | ۹     | ۱۰   | ۲۴     | ۳۱       | ۷−       | ۳۰     |                                    |
| ۹    | پادیاب خلخال       | ۲۶   | ۵   | ۱۴    | ۷    | ۲۰     | ۲۵       | ۵−       | ۲۹     |                                    |
| ۱۰   | فولاد نوین خوزستان | ۲۶   | ۶   | ۱۰    | ۱۰   | ۱۶     | ۱۷       | ۱−       | ۲۸     |                                    |
| ۱۱   | سپاهان نوین اصفهان | ۲۶   | ۷   | ۷     | ۱۲   | ۲۱     | ۲۴       | ۳−       | ۲۸     |                                    |
| ۱۲   | بهمن جوان تهران    | ۲۶   | ۵   | ۱۲    | ۹    | ۲۲     | ۲۹       | ۷−       | ۲۷     | لیگ دسته سوم فوتبال ایران ۰۵-۱۴۰۴  |
| ۱۳   | عقاب تهران         | ۲۶   | ۵   | ۱۲    | ۹    | ۲۰     | ۱۷       | ۳+       | ۲۷     | لیگ دسته سوم فوتبال ایران ۰۵-۱۴۰۴  |
| ۱۴   | شهدای بابلسر       | ۲۶   | ۴   | ۱     | ۲۱   | ۱۶     | ۵۰       | ۳۴−      | ۱۳     | لیگ دسته سوم فوتبال ایران ۰۵-۱۴۰۴  |

### گروه دوم
تا هفته بیست و ششم

| رتبه | تیم               | بازی | برد | مساوی | باخت | گل زده | گل خورده | گل تفاضل | امتیاز | صعود یا سقوط                       |
| ---- | ----------------- | ---- | --- | ----- | ---- | ------ | -------- | -------- | ------ | ---------------------------------- |
| ۱    | فرد البرز         | ۲۶   | ۱۶  | ۸     | ۲    | ۳۹     | ۱۸       | ۲۱+      | ۵۶     | لیگ آزادگان ۰۵–۱۴۰۴ و مسابقه فینال |
| ۲    | شهید قندی یزد     | ۲۶   | ۱۳  | ۱۱    | ۲    | ۴۰     | ۱۸       | ۲۲+      | ۵۰     | مسابقه پلی آف                      |
| ۳    | استقلال زیدون     | ۲۶   | ۱۲  | ۷     | ۷    | ۳۲     | ۱۳       | ۱۹+      | ۴۳     |                                    |
| ۴    | شاهین تهران       | ۲۶   | ۱۱  | ۷     | ۸    | ۳۶     | ۳۱       | ۵+       | ۴۰     |                                    |
| ۵    | نیکا پارس         | ۲۶   | ۱۰  | ۱۰    | ۶    | ۲۶     | ۲۲       | ۴+       | ۴۰     |                                    |
| ۶    | شهرداری بندرعباس  | ۲۶   | ۱۰  | ۹     | ۷    | ۳۴     | ۲۱       | ۱۳+      | ۳۹     |                                    |
| ۷    | ایرانجوان بوشهر   | ۲۶   | ۹   | ۱۱    | ۶    | ۳۰     | ۲۵       | ۵+       | ۳۸     |                                    |
| ۸    | سپیدرود رشت       | ۲۶   | ۸   | ۹     | ۹    | ۳۷     | ۳۱       | ۶+       | ۳۳     |                                    |
| ۹    | پاس همدان         | ۲۶   | ۷   | ۹     | ۱۰   | ۱۹     | ۲۳       | ۴−       | ۳۰     |                                    |
| ۱۰   | اسپاد تهران       | ۲۶   | ۷   | ۸     | ۱۱   | ۲۴     | ۳۵       | ۱۱−      | ۲۹     |                                    |
| ۱۱   | امید تهران        | ۲۶   | ۶   | ۱۰    | ۱۰   | ۲۶     | ۳۷       | ۱۱−      | ۲۸     |                                    |
| ۱۲   | فردوسی مشهد       | ۲۶   | ۸   | ۳     | ۱۵   | ۱۹     | ۲۸       | ۹−       | ۲۷     | لیگ دسته سوم فوتبال ایران ۰۵-۱۴۰۴  |
| ۱۳   | آریان همدان       | ۲۶   | ۵   | ۹     | ۱۲   | ۲۴     | ۴۲       | ۱۸−      | ۲۴     | لیگ دسته سوم فوتبال ایران ۰۵-۱۴۰۴  |
| ۱۴   | دریای کاسپین بابل | ۲۶   | ۱   | ۷     | ۱۸   | ۱۴     | ۵۶       | ۴۲−      | ۱۰     | لیگ دسته سوم فوتبال ایران ۰۵-۱۴۰۴  |

## فینال
| فرد البرز                                         | ۱-۲ | شناورسازی قشم          |
| ------------------------------------------------- | --- | ---------------------- |
| ۳۸' میثم نقی‌زاده · ۴۲' (پنالتی) ابراهیم غلامی‌نژاد |     | ۸۵' عبدالرحمان زاهدیان |

## پلی‌آف صعود

### بازی رفت
| نود ارومیه                  | ۱-۲ | شهید قندی یزد   |
| --------------------------- | --- | --------------- |
| مصطفی علیخانی · محمد زینالی |     | کیوان کدخدازاده |

### بازی برگشت
| شهید قندی یزد  | ۱-۱ | نود ارومیه     |
| -------------- | --- | -------------- |
| ۳۹' سجاد طجرلو |     | ۶۵' مهدی سواری |